# 高砂港駅
高砂港駅（たかさごこうえき）は、かつて兵庫県高砂市高砂町南木材町にあった日本国有鉄道（国鉄）高砂線の貨物駅である。

## 歴史
- 1914年（大正3年）9月25日：播州鉄道の高砂浦駅（たかさごうらえき）として開業[1]。一般駅[1]。
- 1921年（大正10年）5月9日：旅客営業を廃止（貨物駅となる）。ただし、毎年7 - 9月の間は、臨時駅扱いとして旅客営業も行っていた[2]。
- 1923年（大正12年）12月21日：播丹鉄道に譲渡。
- 1943年（昭和18年）4月1日：播丹鉄道の国有化により鉄道省高砂線の高砂港駅となる[1]。臨時旅客営業廃止[1]。
- 1971年（昭和46年）3月16日：橋はかり廃止。
- 1984年（昭和59年）2月1日：廃止[1]。

## 駅構造
1面1線の貨物ホームを有していた地上駅。ホームに接する路線の他、10本ほどの側線もあった。また、駅西側へ向かって鐘淵化学工業高砂工業所（現在のカネカ高砂工場）へ続く専用線が、駅北側に向かって福栄肥料（窒燐加肥料工業）高砂工場へ続く専用線が分岐していた。
前身の私鉄時代には旅客営業も行っていたため、旅客ホームが残っていた。

## 駅周辺
- カネカ高砂工場
- 福栄肥料高砂工場
- 加古川
- 東播磨港高砂地区

## 隣の駅
日本国有鉄道
高砂線（貨物支線）
高砂駅 - （貨）高砂港駅

### 駅から接続していた専用線
- 鐘淵化学工業専用線[3]
  - 専用者 鐘淵化学工業株式会社高砂工業所
  - 通運事業者 日本通運・高砂通運・新日化産業
  - 作業キロ 0.9 km
  - 総延長キロ 1.2 km
  - 作業方法 日通機
- 窒燐加肥料工業専用線[3]
  - 専用者 窒燐加肥料工業株式会社
  - 通運事業者 日本通運
  - 作業キロ 0.2 km
  - 総延長キロ 0.3 km
  - 作業方法 日通機